# الجحيلة (حبيل جبر)

تعديل مصدري - تعديل

الجحيلة هي إحدى قرى عزلة حبيل جبر بمديرية حبيل جبر التابعة لمحافظة لحج، بلغ تعداد سكانها 77 نسمة حسب تعداد اليمن لعام 2004.